# Presa Peña del Águila
La Presa Peña del Aguila es una presa ubicada en el municipio de Durango en el estado de Durango en el noroeste de México sobre el Río La Sauceda y el arroyo la Cabras.